# Olli Rehn
Olli Rehn (n. 31 martie 1962 la Mikkeli, Finlanda) este un politician finlandez.
A fost numit la 12 iulie 2004 comisar european pentru Întreprinderi și Societate Informațională în locul fostului comisar finlandez Erkki Liikanen, care a demisionat pentru a deveni guvernatorul Băncii naționale a Finlandei.
După terminarea mandatului Comisiei Prodi, Rehn a fost nominalizat de guvernul Finlandei pentru Comisia Barroso.
La 22 noiembrie 2004, Rehn a preluat de la Günter Verheugen mandatul pentru funcția de comisar european pentru extinderea Uniunii Europene.